# Suha Solonîțea, Lubnî
Suha Solonîțea (în ucraineană Суха Солониця) este un sat în comuna Berezotocea din raionul Lubnî, regiunea Poltava, Ucraina.

## Demografie
Componența lingvistică a localității Suha Solonîțea
     Ucraineană (96,24%)
     Rusă (3,76%)
Conform recensământului din 2001, majoritatea populației localității Suha Solonîțea era vorbitoare de ucraineană (96,24%), existând în minoritate și vorbitori de rusă (3,76%).